# Alcalde de Madrid (Colombia)
El Alcalde Municipal de Madrid Cundinamarca, comúnmente conocido como el alcalde de Madrid, encabeza el gobierno del municipio. Es la máxima autoridad administrativa y política de Madrid. Es elegido por votación popular, con el sistema de mayoría simple, para un periodo de cuatro años. El Despacho del Alcalde y sede del gobierno municipal se encuentra ubicado en el Parque Pedro Fernández Madrid, Casa de Gobierno ubicada en la Calle 5 No 4-74 y en la Sede La Herrera en la Calle 4 No 4-71.
Carlos Alberto Chávez Moya es actualmente el Alcalde Municipal de Madrid Cundinamarca, siendo elegido para el periodo 2024-2027, por la coalición "Cultivando con Amor Por Madrid" conformada por el Partido Liberal, Partido Conservador, ASI, MAIS y Colombia Justa Libres.

## Alcaldes elegidos por voto popular (1988-actualidad)
| Periodo   | Nombre                     |
| --------- | -------------------------- |
| 1988-1990 | Alberto Dimaté Cárdenas    |
| 1990-1992 | Edgar Alfonso Suárez       |
| 1992-1994 | Alexi Villarraga de Rojas  |
| 1995-1997 | Heberto Muñoz Porras       |
| 1998-2000 | Mario Alfonso Montejo      |
| 2001-2003 | Juan Carlos Coy Carrasco   |
| 2004-2007 | Heberto Muñoz Porras       |
| 2008-2011 | Diego Humberto Sicard      |
| 2012-2015 | Giovanni Villarraga Ortiz  |
| 2016-2019 | Orlando Cardona Rojas      |
| 2020-2023 | Jorge Andrés Tovar Forero  |
| 2024-2027 | Carlos Alberto Chávez Moya |

## Planes de Desarrollo (2008-actualidad)
| Periodo   | Nombre                                   |
| --------- | ---------------------------------------- |
| 2008-2011 | Construyendo a Madrid con Sentido Social |
| 2012-2015 | Transformación en Marcha                 |
| 2016-2019 | Buenos Vecinos, Unidos Podemos           |
| 2020-2023 | Madrid Crece Contigo                     |
| 2024-2027 | Cosechando con Amor por Madrid           |

## Resultados Elección de Alcaldes elegidos por voto popular (1988-actualidad)[7]
Desde el año 1988 en Colombia se habilita la elección popular de alcaldes y otros cargos, por medio del Acto Legislativo 1 de 1986 del Congreso de la República, inicialmente por un periodo de 3 años, a partir del año 2003 se extienden de 3 a 4 años el período de gobierno de los alcaldes colombianos.
La elección popular de 1988 da como ganador a Alberto Dimaté Cárdenas del partido Liberal, que se convierte en el primer alcalde popular del municipio de Madrid, a continuación se muestran los resultados históricos de la elección de Alcalde de Madrid, Cundinamarca, las primeras votaciones muestran pocos datos por la disponibilidad de estos.

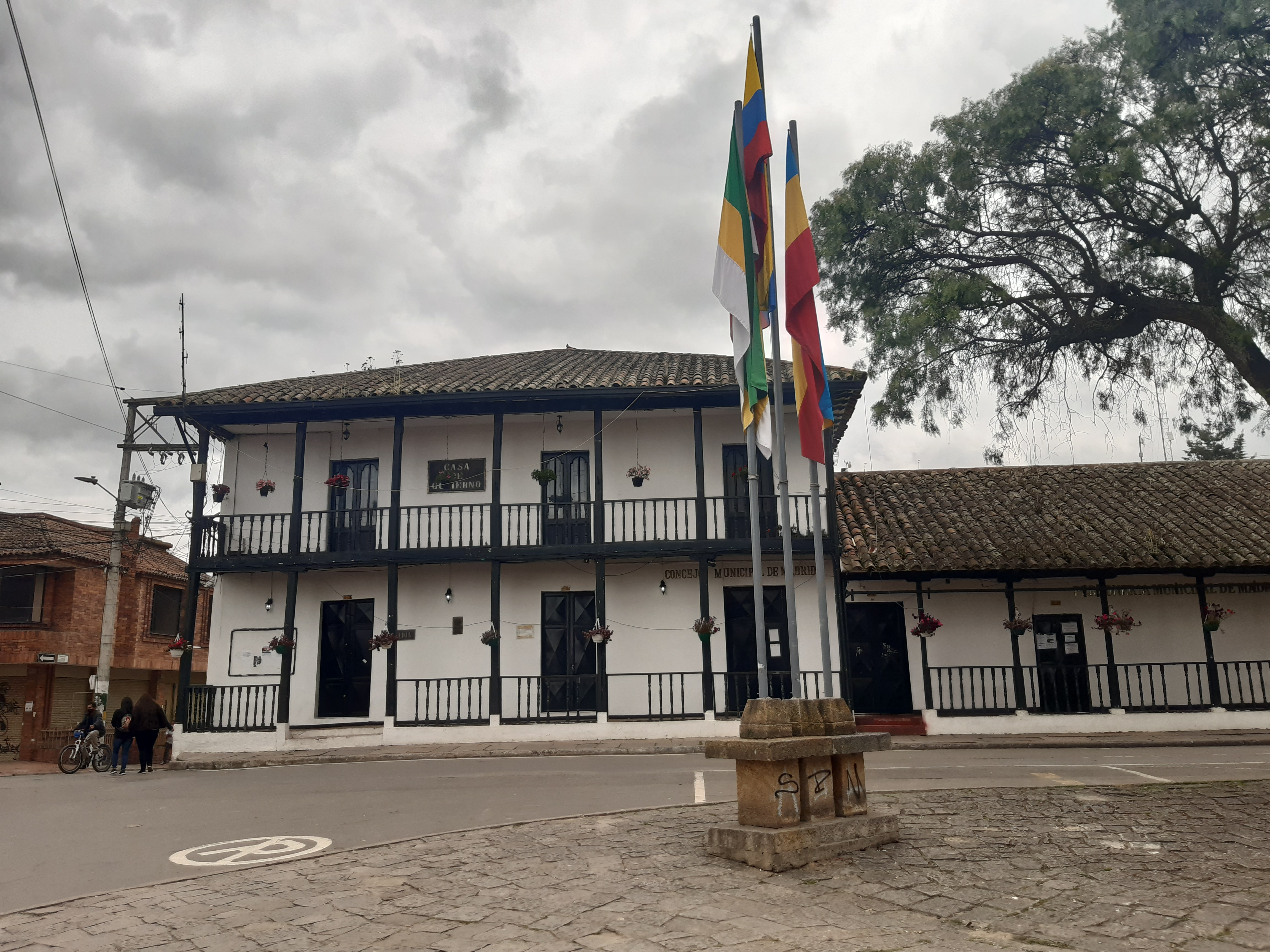
Casa de Gobierno de Madrid Cundinamarca

### Resultado elección de 2015

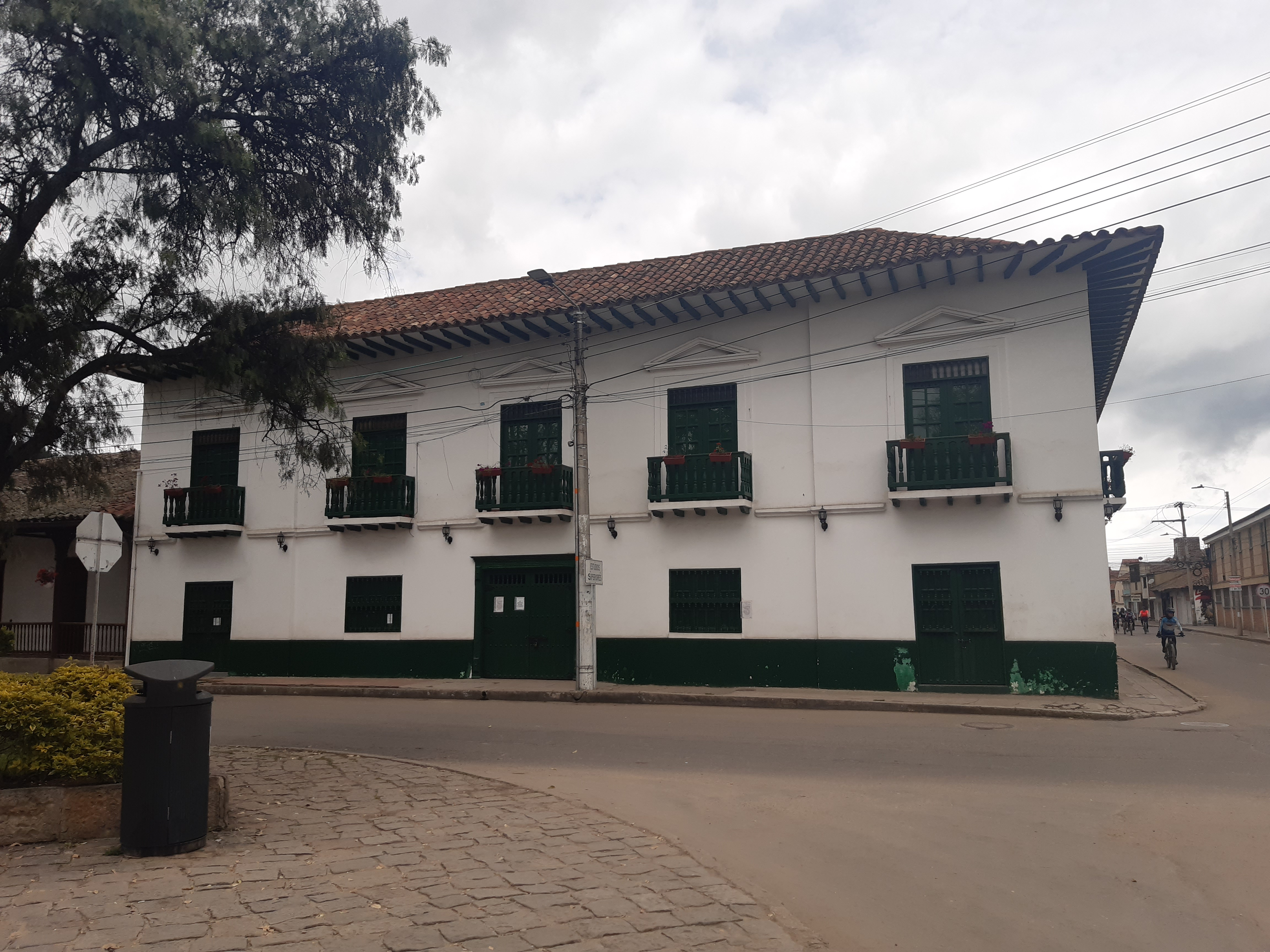
Alcaldía de Madrid Cundinamarca - Sede la Herrera, adquirida en la administración de Orlando Cardona, el día 29 de noviembre de 2019.

### Resultado elección de 1988
| Candidato               | N° de votos | Alcalde Elegido |
| ----------------------- | ----------- | --------------- |
| Alberto Dimaté Cárdenas | 4083        | X               |
| Resto de votos          | 5541        |                 |
| TOTAL                   | 9624        | 9624            |

### Resultado elección de 1990

Bandera de Madrid, Cundinamarca.

| Candidato            | N° de votos | Alcalde Elegido |
| -------------------- | ----------- | --------------- |
| Edgar Alfonso Suárez | 6748        | X               |
| Resto de votos       | 5814        |                 |
| TOTAL                | 12562       | 12562           |

### Resultado elección de 1992
| Candidato                 | N° de votos | Alcaldesa Elegida |
| ------------------------- | ----------- | ----------------- |
| Alexi Villarraga de Rojas | 4056        | X                 |
| Resto de votos            | 5436        |                   |
| TOTAL                     | 9492        | 9492              |

### Resultado elección de 1994
| Candidato            | N° de votos | Alcalde Elegido |
| -------------------- | ----------- | --------------- |
| Heberto Muñoz Porras | 3833        | X               |
| Otros candidatos     | 4707        |                 |
| Votos Nulos          | 185         |                 |
| Votos en Blanco      | 17          |                 |
| TOTAL                | 8742        | 8742            |

### Resultado elección de 1997

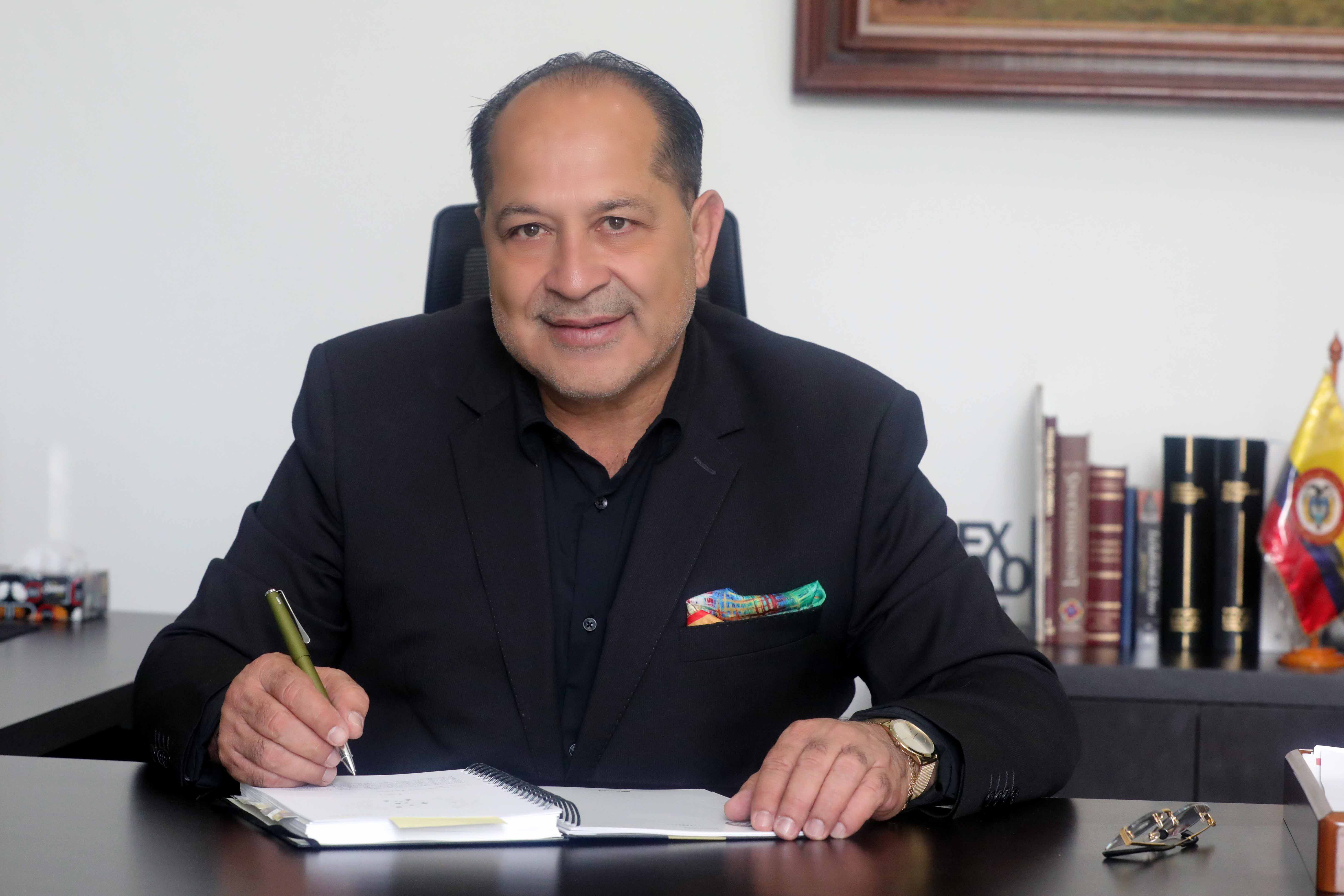
Juan Carlos Coy, ex Alcalde de Madrid (Colombia) y Diputado de Cundinamarca desde el año 2008

| Candidato                | N° de votos | Alcalde Elegido |
| ------------------------ | ----------- | --------------- |
| Juan Carlos Coy Carrasco | 5360        |                 |
| Mario Alfonso Montejo    | 5798        | X               |
| Votos no marcados        | 162         |                 |
| Votos Nulos              | 93          |                 |
| Votos en Blanco          | 245         |                 |
| TOTAL                    | 11658       | 11658           |

### Resultado elección de 2000
| Candidato                | N° de votos | Alcalde Elegido |
| ------------------------ | ----------- | --------------- |
| Juan Carlos Coy Carrasco | 8580        | X               |
| Edgar Otalora Chacón     | 881         |                 |
| Heberto Muñoz Porras     | 7900        |                 |
| Votos no marcados        | 178         |                 |
| Votos Nulos              | 282         |                 |
| Votos en Blanco          | 426         |                 |
| TOTAL                    | 18247       | 18247           |

### Resultado elección de 2003

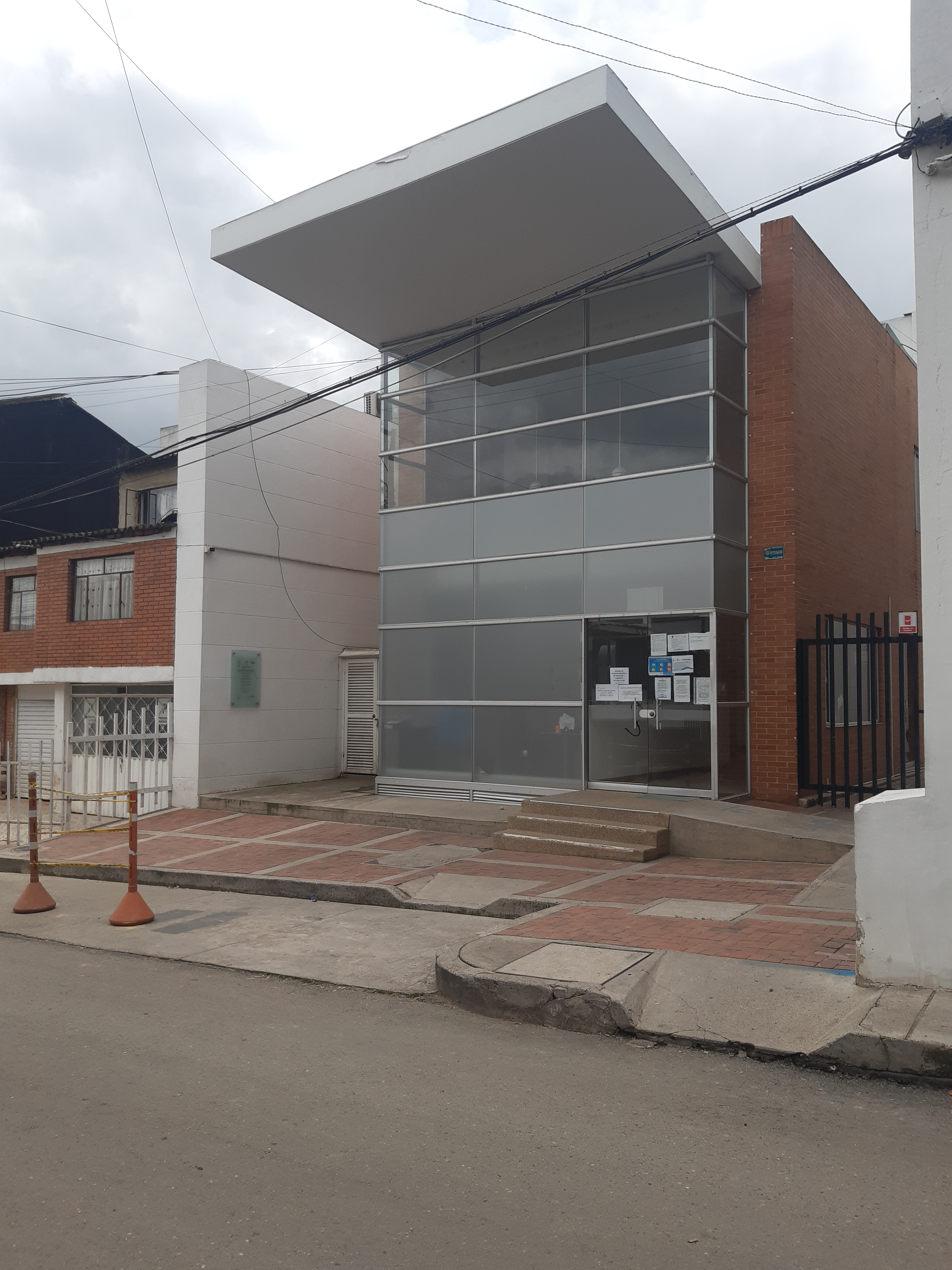
Edificio nuevo de la Alcaldía de Madrid Cundinamarca - Casa de Gobierno de Madrid, Cundinamarca

| Candidato             | N° de votos | Alcalde Elegido |
| --------------------- | ----------- | --------------- |
| Luis Hernando Machado | 395         |                 |
| Luis Francisco Rico   | 646         |                 |
| Luis Jorge Gama       | 121         |                 |
| Mario de Jesús Loaiza | 1773        |                 |
| Diego Humberto Sicard | 7042        |                 |
| Heberto Muñoz Porras  | 10668       | X               |
| Votos no marcados     | 524         |                 |
| Votos Nulos           | 372         |                 |
| Votos en Blanco       | 495         |                 |
| TOTAL                 | 22036       | 22036           |

### Resultado elección de 2007
| Candidato             | N° de votos | Alcalde Elegido |
| --------------------- | ----------- | --------------- |
| Armando Lugo Martínez | 99          |                 |
| Narcizo Castañeda     | 176         |                 |
| Luis Jorge Gama       | 544         |                 |
| Orlando Cardona Rojas | 7259        |                 |
| Diego Humberto Sicard | 14123       | X               |
| Votos no marcados     | 656         |                 |
| Votos Nulos           | 722         |                 |
| Votos en Blanco       | 2514        |                 |
| TOTAL                 | 26093       | 26093           |

### Resultado elección de 2011
| Candidato                 | N° de votos | Alcalde Elegido |
| ------------------------- | ----------- | --------------- |
| Julio Cesar Jiménez       | 268         |                 |
| Mario de Jesús Loaiza     | 2752        |                 |
| Alberto Dimaté Cárdenas   | 6902        |                 |
| Orlando Cardona Rojas     | 8129        |                 |
| Giovanni Villarraga Ortiz | 10908       | X               |
| Votos no marcados         | 454         |                 |
| Votos Nulos               | 657         |                 |
| Votos en Blanco           | 831         |                 |
| TOTAL                     | 30901       | 30901           |

### Resultado elección de 2015[10]
| Candidato                 | N° de votos | Alcalde Elegido |
| ------------------------- | ----------- | --------------- |
| Saul Martínez Velázquez   | 668         |                 |
| Luis Jorge Gama           | 505         |                 |
| Jorge Andrés Tovar Forero | 12893       |                 |
| Orlando Cardona Rojas     | 19714       | X               |
| Votos no marcados         | 489         |                 |
| Votos Nulos               | 1028        |                 |
| Votos en Blanco           | 1319        |                 |
| TOTAL                     | 36616       | 36616           |

### Resultado elección de 2019[12]
| Candidato                  | N° de votos | Alcalde Elegido |
| -------------------------- | ----------- | --------------- |
| Edison Javier Ávila        | 3789        |                 |
| Carlos Alberto Chávez Moya | 9389        |                 |
| Jorge Andrés Tovar Forero  | 20752       | X               |
| Ronald Felipe Loaiza       | 2615        |                 |
| Pedro Garzón Bojacá        | 1339        |                 |
| Votos no marcados          | 739         |                 |
| Votos Nulos                | 1940        |                 |
| Votos en Blanco            | 4278        |                 |
| TOTAL                      | 44841       | 44841           |

### Resultado elección de 2023[13]
| Candidato                   | N° de votos | Alcalde Elegido |
| --------------------------- | ----------- | --------------- |
| Harol Arley Naranjo Coy     | 10035       |                 |
| Carlos Alberto Chávez Moya  | 17726       | X               |
| Carlos Ramírez Santos       | 5721        |                 |
| José Salomón Rodríguez      | 4963        |                 |
| Pedro Garzón Bojacá         | 1468        |                 |
| Orlando Cardona Rojas       | 1271        |                 |
| José Baquero Sabogal        | 474         |                 |
| José Raul Bautista Guacheta | 362         |                 |
| María Rosabeth Jiménez      | 295         |                 |
| Juan José Jiménez Beltrán   | 278         |                 |
| Jaime Hernández Canchón     | 218         |                 |
| Votos no marcados           | 741         |                 |
| Votos Nulos                 | 2392        |                 |
| Votos en Blanco             | 4882        |                 |
| TOTAL                       | 50826       | 50826           |

## Gabinete Municipal (2024-2027)[14]
| Dependencia                                                   | Encargado                          | Cargo                                                                      |
| ------------------------------------------------------------- | ---------------------------------- | -------------------------------------------------------------------------- |
| Secretaría de Desarrollo Económico y Ambiente                 | Francisco Alberto Gutiérrez Díaz   | Secretario de Desarrollo Económico y Ambiente                              |
| Secretaría de Desarrollo Económico y Ambiente                 | Oscar Julián Rodríguez Morales     | Director de Ambiente, Ruralidad y Bienestar Animal                         |
| Secretaría de Desarrollo Económico y Ambiente                 | Leonardo Moreno Marín              | Director de Emprendimiento y Turismo                                       |
| Secretaría de Desarrollo Social                               | Adriana Marcela Fernández Garzón   | Secretaria de Desarrollo Social                                            |
| Secretaría de Desarrollo Social                               | Alejandra María Villarraga Sánchez | Directora de Integración Social                                            |
| Secretaría de Desarrollo Social                               | Yerly Alejandra Muñoz López        | Directora de Primera Infancia                                              |
| Secretaría de Desarrollo Social                               | Juan Carlos Sánchez Pulido         | Director Local de Salud                                                    |
| Secretaría de Educación                                       | Marelvi Muñoz Barajas              | Secretaria de Educación                                                    |
| Secretaría de Educación                                       | Joan Steban Jiménez Hincapié       | Director de Cultura                                                        |
| Secretaría General y Desarrollo Institucional                 | Yaneth Arango Ortiz                | SecretarIa General y Desarrollo Institucional                              |
| Secretaría General y Desarrollo Institucional                 | Diego Mauricio Ramírez González    | Director de Servicio al Ciudadano                                          |
| Secretaría de Gobierno y Seguridad                            | Fabio Nelson Mendivelso Cristiano  | Secretaria de Gobierno y Seguridad                                         |
| Secretaría de Gobierno y Seguridad                            | Carlos Andrés Ovalle Mora          | Director de Participación y Garantía de Derechos                           |
| Secretaría de Gobierno y Seguridad                            | Daniel Pisso Montoya               | Director de Seguridad y Justicia                                           |
| Secretaría de Hacienda                                        | Ingrid Milena Quiñones Rodríguez   | Secretaria de Hacienda                                                     |
| Secretaría de Hacienda                                        | Davinson Fabián Benítez González   | Director de Rentas Municipales                                             |
| Secretaría de Hacienda                                        | Angela Paola Coronado Rubiano      | Directora Financiera                                                       |
| Secretaría de Infraestructura y Servicios Públicos            | Catherin Dayana Amado Sopo         | Secretaria de Infraestructura y Servicios Públicos                         |
| Secretaría de Infraestructura y Servicios Públicos            | Erika Lizeth González Calderón     | Directora de Infraestructura                                               |
| Secretaría Jurídica                                           | Guillermo Velasco Tovar            | Secretario Jurídico                                                        |
| Secretaría Jurídica                                           | Adriana Esperanza Cárdenas López   | Directora de Gestión Contractual                                           |
| Secretaría de Planeación                                      | Daniel Felipe Castañeda Ramírez    | Secretario de Planeación                                                   |
| Secretaría de Planeación                                      | Jaime Hernán Barón Sotelo          | Director de Desarrollo Territorial                                         |
| Secretaría de Planeación                                      | Johan Camilo Soto Cruz             | Director de Gestión Estratégica y de Proyectos                             |
| Secretaría de Planeación                                      | Ilsy Yaritza Mercado Brún          | Directora de Tecnologías de la Información y Comunicaciones                |
| Secretaría Privada                                            | Nestor Fernando Santos Vargas      | Secretario Privado                                                         |
| Secretaría de Tránsito y Transporte                           | Carolina Triana                    | Secretaria de Tránsito y Transporte                                        |
| Oficina de Control interno                                    | Clara Alejandra Rico González      | Jefa de la Oficina de Control Interno                                      |
| Oficina de Control Disciplinario Interno                      | Luis Alejandro Manjarres Moreno    | Jefe de la Oficina de Control Disciplinario Interno                        |
| Oficina de Prensa e Imagen Corporativa                        | Juan Carlos Rodríguez Montoya      | Jefe de la Oficina de Prensa e Imagen Corporativa                          |
| Empresa de Acueducto, Alcantarillado y Aseo                   | Rafael Arturo Cubillos Campos      | Gerente Empresa de Acueducto, Alcantarillado y Aseo                        |
| Empresas Públicas de Madrid- EMPUMADRID                       | Albeiro Rodríguez Castillo         | Gerente Empresas Públicas de Madrid- EMPUMADRID                            |
| Instituto Municipal Para El Deporte y La Recreación De Madrid | Gonzalo de Jesús Amaya Fuentes     | Director del Instituto Municipal Para El Deporte y La Recreación De Madrid |